# Diogo Costa
Diogo Meireles da Costa, född 19 september 1999 i Rothrist, Schweiz, är en portugisisk fotbollsspelare (målvakt) som spelar i Porto och som representerar det portugisiska landslaget.

## Karriär
Costa representerade som junior från 2011 Porto. Han tog plats i dess B-lag 2017 och debuterade i A-laget 2019. Han har representerat det portugisiska landslaget på olika juniornivåer sedan 2014. 2021 debuterade han i A-landslaget, och medverkade i EM 2024. Costa sägs bli Rui Patrícios efterträdare.

## Privatliv
Costa bodde under sina 6 första år i Schweiz. Sedan flyttade familjen tillbaka till norra Portugal. Costas idol som ung var Vítor Baía. Costas fru heter Catarina.